# Sporadanthus caudatus
Sporadanthus caudatus är en gräsväxtart som först beskrevs av Lawrence Alexander Sidney Johnson och O.D.Evans, och fick sitt nu gällande namn av Barbara Gillian Briggs och L.A.S.Joh. Sporadanthus caudatus ingår i släktet Sporadanthus och familjen Restionaceae. Inga underarter finns listade i Catalogue of Life.